# Bourra
Bourra est une commune malienne, située dans le département de la Nord'l, chef-lieu cercle d'Ansongo, dans la région de Gao.